# فهرست قنات‌های شهرستان تبریز
جدول زیر بر اساس آمار وزارت جهاد کشاورزیتهیه شده‌است. فهرست زیر قنات‌های شهرستان تبریز در استان آذربایجان شرقی را نشان می‌دهد.
| نام قنات             | موقعیت                    | نزدیک‌ترین روستا | طول قنات (متر) | تعداد میله چاه | عمق مادر چاه | دبی (لیتر بر ثانیه) | سطح زیر کشت (هکتار) |
| -------------------- | ------------------------- | --------------- | -------------- | -------------- | ------------ | ------------------- | ------------------- |
| ازورق                | بخش مرکزی شهرستان تبریز   | خلجان           | ۳۰۰۰           | ۲۵             | ۱۲۰          | ۹                   | ۲۸                  |
| اسدآباد              | بخش مرکزی شهرستان تبریز   | خلجان           | ۲۵۰۰           | ۱۵             | ۴۵           | ۲                   | ۳                   |
| اسکنه                | بخش خسروشهر شهرستان تبریز | خسروشهر         | ۱۲۰۰           | ۳۵             | ۳۰           | ۱۴                  | ۱۴                  |
| اقا                  | بخش مرکزی شهرستان تبریز   | خلجان           | ۳۵۰۰           | ۲۰             | ۱۱۰          | ۲۵                  | ۴۵                  |
| امیر                 | بخش خسروشهر شهرستان تبریز | اسفهلان         | ۷۰۰            | ۱۵             | ۳۰           | ۱۰                  | ۲۰                  |
| اولیان               | بخش خسروشهر شهرستان تبریز | اسفهلان         | ۲۱۰۰           | ۶۵             | ۳۵           | ۳                   | ۵                   |
| ایران                | بخش خسروشهر شهرستان تبریز | اسفهلان         | ۲۰۰۰           | ۶۰             | ۴۵           | ۱۵                  | ۲۵                  |
| باباحمید             | بخش مرکزی شهرستان تبریز   | خلجان           | ۴۰۰۰           | ۴۰             | ۱۵۰          | ۲۵                  | ۳۵                  |
| باباخسرو             | بخش مرکزی شهرستان تبریز   | سردرود          | ۳۰۰۰           | ۰              | ۶۰           | ۱۴                  | ۸                   |
| باغ معروف چشمه سی    | بخش مرکزی شهرستان تبریز   | باغ معروف       | ۵۰۰۰           | ۰              | ۴۰           | ۱۸                  | ۱۰۰                 |
| بالاچشمه             | بخش مرکزی شهرستان تبریز   | خلجان           | ۲۰۰۰           | ۲۵             | ۱۰۰          | ۴                   | ۱۰                  |
| بالاچشمه             | بخش خسروشهر شهرستان تبریز | اسفهلان         | ۲۰۰۰           | ۷۰             | ۶۵           | ۷                   | ۲۰                  |
| بالاگ                | بخش مرکزی شهرستان تبریز   | سردرود          | ۲۰۰۰           | ۰              | ۴۰           | ۶                   | ۵                   |
| بالاگول              | بخش خسروشهر شهرستان تبریز | لاهیجان         | ۱۵۰۰           | ۲۰             | ۲۰           | ۳                   | ۰                   |
| بالستان              | بخش مرکزی شهرستان تبریز   | سفیدان عتیق     | ۱۵۰۰           | ۲۳             | ۱۴           | ۱۵                  | ۱۰۰                 |
| بچه‌آباد              | بخش مرکزی شهرستان تبریز   | سردرود          | ۲۰۰۰           | ۰              | ۴۰           | ۸                   | ۳                   |
| تازه چشمه            | بخش مرکزی شهرستان تبریز   | باغ معروف       | ۷۰۰۰           | ۰              | ۳۰           | ۳۰                  | ۶۰۰                 |
| تازه چشمه            | بخش خسروشهر شهرستان تبریز | اسفهلان         | ۱۵۰۰           | ۴۰             | ۳۰           | ۸                   | ۲۰                  |
| تازه گل              | بخش خسروشهر شهرستان تبریز | اسفهلان         | ۱۰۰۰           | ۲۰             | ۴۰           | ۱                   | ۳                   |
| جعفرآباد             | بخش خسروشهر شهرستان تبریز | لاهیجان         | ۳۰۰۰           | ۳۰             | ۳۵           | ۴                   | ۲                   |
| جولان بیگی           | بخش خسروشهر شهرستان تبریز | اسفهلان         | ۱۰۰۰           | ۲۵             | ۴۰           | ۲                   | ۲                   |
| حاجی آقا             | بخش خسروشهر شهرستان تبریز | لاهیجان         | ۱۲۰۰           | ۴۰             | ۳۰           | ۲                   | ۴                   |
| حاجی شیخ             | بخش مرکزی شهرستان تبریز   | سردرود          | ۵۰۰۰           | ۰              | ۵۵           | ۲۵                  | ۲۰                  |
| حاجی فرج             | بخش خسروشهر شهرستان تبریز | خسروشهر         | ۲۰۰۰           | ۵۰             | ۴۵           | ۱۸                  | ۲۰                  |
| حسین‌آباد             | بخش خسروشهر شهرستان تبریز | اسفهلان         | ۲۵۰۰           | ۸۰             | ۵۰           | ۱۲                  | ۳۰                  |
| حمام ککی             | بخش خسروشهر شهرستان تبریز | اسفهلان         | ۵۰۰            | ۱۰             | ۲۰           | ۴                   | ۴                   |
| حوض باغچه            | بخش خسروشهر شهرستان تبریز | اسفهلان         | ۱۲۰۰           | ۲۰             | ۴۰           | ۶                   | ۴                   |
| خان بابا             | بخش خسروشهر شهرستان تبریز | اسفهلان         | ۵۰۰            | ۱۲             | ۱۵           | ۲                   | ۳                   |
| خردو                 | بخش خسروشهر شهرستان تبریز | اسفهلان         | ۲۰۰۰           | ۶۰             | ۴۵           | ۱۵                  | ۲۵                  |
| خلیل‌آباد             | بخش خسروشهر شهرستان تبریز | خسروشهر         | ۱۳۰۰           | ۴۰             | ۴۵           | ۸                   | ۵                   |
| خواجه محمد           | بخش مرکزی شهرستان تبریز   | خلجان           | ۱۵۰۰           | ۲۵             | ۱۲۰          | ۱۶                  | ۱۵                  |
| خوجاانبار            | بخش مرکزی شهرستان تبریز   | سفیدان عتیق     | ۱۰۰۰           | ۱۶             | ۱۰           | ۴                   | ۵۰                  |
| دیلمان               | بخش خسروشهر شهرستان تبریز | خسروشهر         | ۱۵۰۰           | ۳۷             | ۳۵           | ۱۲                  | ۱۵                  |
| ذره آبی              | بخش مرکزی شهرستان تبریز   | خلجان           | ۱۷۰۰           | ۱۷             | ۹۵           | ۲                   | ۳                   |
| ذولمار               | بخش خسروشهر شهرستان تبریز | اسفهلان         | ۲۰۰۰           | ۴۵             | ۹۵           | ۱۲                  | ۲۵                  |
| زرگرباغی             | بخش خسروشهر شهرستان تبریز | اسفهلان         | ۲۰۰۰           | ۷۰             | ۴۰           | ۰٫۵                 | ۳۰                  |
| زرینه خوی            | بخش مرکزی شهرستان تبریز   | سردرود          | ۶۰۰۰           | ۰              | ۱۱۰          | ۲۸                  | ۴۰                  |
| زنگوله               | بخش مرکزی شهرستان تبریز   | خلجان           | ۲۵۰۰           | ۲۵             | ۱۲۰          | ۵                   | ۷                   |
| زگیهر                | بخش خسروشهر شهرستان تبریز | اسفهلان         | ۲۰۰۰           | ۶۰             | ۴۵           | ۱۵                  | ۲۵                  |
| ساه بالا             | بخش خسروشهر شهرستان تبریز | اسفهلان         | ۲۵۰۰           | ۶۰             | ۲۵           | ۸                   | ۳۰                  |
| ساوان                | بخش خسروشهر شهرستان تبریز | خسروشهر         | ۱۰۰۰           | ۲۵             | ۴۰           | ۱۰                  | ۱۰                  |
| سراباغچه             | بخش خسروشهر شهرستان تبریز | اسفهلان         | ۲۰۰۰           | ۷۰             | ۶۰           | ۸                   | ۲۵                  |
| سیدلر                | بخش مرکزی شهرستان تبریز   | سردرود          | ۱۰۰۰           | ۰              | ۴۰           | ۴                   | ۳                   |
| سیدککی               | بخش مرکزی شهرستان تبریز   | سردرود          | ۱۰۰۰           | ۰              | ۶۰           | ۴                   | ۱                   |
| شور                  | بخش مرکزی شهرستان تبریز   | سفیدان عتیق     | ۸۵۰            | ۱۱             | ۱۶           | ۱                   | ۵۰                  |
| شور چشمه             | بخش مرکزی شهرستان تبریز   | باغ معروف       | ۷۰۰۰           | ۰              | ۲۵           | ۲۷                  | ۶۰۰                 |
| شوشه                 | بخش خسروشهر شهرستان تبریز | اسفهلان         | ۴۰۰            | ۱۰             | ۲۰           | ۲                   | ۲                   |
| شکن                  | بخش خسروشهر شهرستان تبریز | اسفهلان         | ۱۰۰۰           | ۱۵             | ۴۰           | ۱۰                  | ۵                   |
| شیرینجه (اشاباغ)     | بخش مرکزی شهرستان تبریز   | شیرینجه         | ۴۰۰            | ۸              | ۴۰           | ۳                   | ۹                   |
| شیرینجه (یوخاری باغ) | بخش مرکزی شهرستان تبریز   | شیرینجه         | ۳۰۰            | ۰              | ۵            | ۳                   | ۳٫۵                 |
| صاحب دیوان           | بخش خسروشهر شهرستان تبریز | خسروشهر         | ۲۰۰۰           | ۴۰             | ۵۵           | ۱۵                  | ۳۰                  |
| صراف                 | بخش خسروشهر شهرستان تبریز | خسروشهر         | ۱۰۰۰           | ۳۰             | ۵۰           | ۲                   | ۴                   |
| طالب گل              | بخش خسروشهر شهرستان تبریز | اسفهلان         | ۱۰۰۰           | ۱۵             | ۴۰           | ۸                   | ۵                   |
| عبدالرحمان           | بخش مرکزی شهرستان تبریز   | خلجان           | ۲۲۰۰           | ۱۸             | ۶۰           | ۳                   | ۴                   |
| عزیزآباد             | بخش مرکزی شهرستان تبریز   | سردرود          | ۴۰۰۰           | ۰              | ۵۰           | ۱۸                  | ۱۵                  |
| علی باغبان           | بخش خسروشهر شهرستان تبریز | لاهیجان         | ۱۸۰۰           | ۶۰             | ۷۵           | ۱۵                  | ۲                   |
| علی‌آباد              | بخش مرکزی شهرستان تبریز   | خلجان           | ۲۰۰۰           | ۲۰             | ۱۰۰          | ۵                   | ۷                   |
| قنات اصغرآباد        | بخش مرکزی شهرستان تبریز   | باغ معروف       | ۴۰۰۰           | ۰              | ۳۰           | ۲۰                  | ۳۰۰                 |
| قنات یعقوب           | بخش مرکزی شهرستان تبریز   | کجاآباد         | ۳۰۰۰           | ۰              | ۳            | ۱۲۰                 | ۲۵۰                 |
| قورق گلی             | بخش مرکزی شهرستان تبریز   | سردرود          | ۲۰۰۰           | ۰              | ۶۰           | ۴                   | ۵                   |
| لوورلر               | بخش مرکزی شهرستان تبریز   | سردرود          | ۴۰۰۰           | ۰              | ۵۵           | ۲۵                  | ۲۰                  |
| ماهوتخانه            | بخش مرکزی شهرستان تبریز   | خلجان           | ۳۰۰۰           | ۳۰             | ۱۲۰          | ۷                   | ۱۰                  |
| ماهوتخانه            | بخش خسروشهر شهرستان تبریز | ورنق            | ۱۰۰۰           | ۳۰             | ۱۱۰          | ۷                   | ۱۰                  |
| مجتهد                | بخش مرکزی شهرستان تبریز   | خلجان           | ۳۰۰۰           | ۲۵             | ۹۵           | ۴                   | ۱۲                  |
| میرجمال              | بخش خسروشهر شهرستان تبریز | ورنق            | ۱۵۰۰           | ۱۵             | ۴۵           | ۸                   | ۵                   |
| میرجمال              | بخش مرکزی شهرستان تبریز   | ورنق            | ۳۰۰۰           | ۰              | ۴۰           | ۳۲                  | ۱۰۰                 |
| میرگل                | بخش مرکزی شهرستان تبریز   | سردرود          | ۳۰۰۰           | ۰              | ۴۰           | ۴                   | ۵                   |
| مین دوج              | بخش مرکزی شهرستان تبریز   | خلجان           | ۳۵۰۰           | ۴۵             | ۱۲۵          | ۳۰                  | ۳۰                  |
| ناصربیگ              | بخش مرکزی شهرستان تبریز   | سردرود          | ۲۵۰۰           | ۰              | ۶۰           | ۸                   | ۸                   |
| نام قنات نامعلوم     | بخش مرکزی شهرستان تبریز   | چاوان           | ۱۰۰۰           | ۹              | ۲۸           | ۹                   | ۹                   |
| نام قنات نامعلوم     | بخش مرکزی شهرستان تبریز   | هروی            | ۱۶۰۰           | ۱۸             | ۲۹           | ۸                   | ۸                   |
| نام قنات نامعلوم     | بخش مرکزی شهرستان تبریز   | چاوان           | ۹۰۰            | ۶              | ۳۳           | ۷                   | ۷                   |
| نام قنات نامعلوم     | بخش مرکزی شهرستان تبریز   | هروی            | ۱۵۰۰           | ۱۶             | ۲۷           | ۱۲                  | ۱۲                  |
| نام قنات نامعلوم     | بخش مرکزی شهرستان تبریز   | باسمنج          | ۱۲۰۰           | ۱۶             | ۳۱           | ۹                   | ۹                   |
| نام قنات نامعلوم     | بخش مرکزی شهرستان تبریز   | باسمنج          | ۱۸۰۰           | ۲۱             | ۲۷           | ۵                   | ۵                   |
| نام قنات نامعلوم     | بخش مرکزی شهرستان تبریز   | باسمنج          | ۱۴۵۰           | ۱۷             | ۳۸           | ۴                   | ۴                   |
| نام قنات نامعلوم     | بخش مرکزی شهرستان تبریز   | باسمنج          | ۱۳۲۰           | ۱۸             | ۱۸           | ۸                   | ۸                   |
| نام قنات نامعلوم     | بخش مرکزی شهرستان تبریز   | باسمنج          | ۷۰۰            | ۹              | ۳۴           | ۶                   | ۶                   |
| نام قنات نامعلوم     | بخش مرکزی شهرستان تبریز   | باغ یعقوب       | ۱۴۰۰           | ۱۶             | ۲۸           | ۱۵                  | ۱۵                  |
| نام قنات نامعلوم     | بخش مرکزی شهرستان تبریز   | چاوان           | ۱۱۰۰           | ۸              | ۳۱           | ۷                   | ۷                   |
| نام قنات نامعلوم     | بخش مرکزی شهرستان تبریز   | گوار            | ۲۲۰۰           | ۲۴             | ۳۵           | ۵                   | ۵                   |
| نام قنات نامعلوم     | بخش مرکزی شهرستان تبریز   | ملک کیان        | ۱۸۰۰           | ۲۱             | ۳۲           | ۸                   | ۸                   |
| نام قنات نامعلوم     | بخش مرکزی شهرستان تبریز   | شادآباد         | ۱۲۰۰           | ۱۲             | ۳۱           | ۱۰                  | ۱۰                  |
| نام قنات نامعلوم     | بخش مرکزی شهرستان تبریز   | کندکهنه         | ۲۸۰۰           | ۳۲             | ۲۸           | ۲۳                  | ۲۳                  |
| نام قنات نامعلوم     | بخش مرکزی شهرستان تبریز   | فتح‌آباد         | ۲۵۰۰           | ۲۴             | ۳۷           | ۱۸                  | ۱۸                  |
| نام قنات نامعلوم     | بخش مرکزی شهرستان تبریز   | فتح‌آباد         | ۲۸۰۰           | ۲۶             | ۳۲           | ۱۲                  | ۱۲                  |
| نام قنات نامعلوم     | بخش مرکزی شهرستان تبریز   | قسمت‌آباد        | ۸۰۰            | ۷              | ۳۰           | ۱۸                  | ۱۸                  |
| نام قنات نامعلوم     | بخش مرکزی شهرستان تبریز   | قسمت‌آباد        | ۹۰۰            | ۸              | ۳۲           | ۲۲                  | ۲۲                  |
| نهر میرجلال          | بخش مرکزی شهرستان تبریز   | کجاآباد         | ۱۵۰۰۰          | ۰              | ۴            | ۲۰۰                 | ۳۰۰                 |
| نهر ککی              | بخش مرکزی شهرستان تبریز   | کجاآباد         | ۱۵۰۰۰          | ۰              | ۴            | ۱۰۰                 | ۴۰۰                 |
| نهرعمو               | بخش مرکزی شهرستان تبریز   | کجاآباد         | ۱۶۰۰۰          | ۰              | ۳۰           | ۶۲                  | ۱۵۰                 |
| نهرچاخی              | بخش مرکزی شهرستان تبریز   | کجاآباد         | ۱۵۰۰۰          | ۰              | ۳۰           | ۱۸۰                 | ۴۵۰                 |
| ویپ گول              | بخش خسروشهر شهرستان تبریز | لاهیجان         | ۱۵۰۰           | ۳۵             | ۴۰           | ۶                   | ۰                   |
| پاچنار               | بخش خسروشهر شهرستان تبریز | اسفهلان         | ۳۰۰۰           | ۸۵             | ۳۵           | ۱۰                  | ۳۰                  |
| پره باغ              | بخش خسروشهر شهرستان تبریز | خسروشهر         | ۱۲۰۰           | ۳۵             | ۳۰           | ۵                   | ۶                   |
| چشمه چایی            | بخش خسروشهر شهرستان تبریز | خسروشهر         | ۱۵۰۰           | ۴۰             | ۵۰           | ۷                   | ۸                   |
| چیچی گول             | بخش خسروشهر شهرستان تبریز | لاهیجان         | ۰              | ۱۰             | ۱۲           | ۴                   | ۱                   |
| کارون                | بخش مرکزی شهرستان تبریز   | خلجان           | ۲۵۰۰           | ۳۰             | ۸۰           | ۷                   | ۱۵                  |
| کمران                | بخش مرکزی شهرستان تبریز   | خلجان           | ۳۰۰۰           | ۱۵             | ۹۵           | ۸                   | ۱۸                  |
| کند                  | بخش مرکزی شهرستان تبریز   | خلجان           | ۲۰۰۰           | ۳۰             | ۱۲۰          | ۷                   | ۱۰                  |
| کورجان               | بخش خسروشهر شهرستان تبریز | خسروشهر         | ۱۴۰۰           | ۳۸             | ۳۵           | ۸                   | ۱۰                  |
| کوزجان               | بخش خسروشهر شهرستان تبریز | اسفهلان         | ۴۰۰۰           | ۸۵             | ۱۲۰          | ۲۶                  | ۸۰                  |
| گازران               | بخش مرکزی شهرستان تبریز   | خلجان           | ۳۵۰۰           | ۱۶             | ۱۰۵          | ۲۲                  | ۳۵                  |
| یاقوت اوز            | بخش مرکزی شهرستان تبریز   | سردرود          | ۳۰۰۰           | ۰              | ۶۰           | ۸                   | ۲۰                  |
| ینگی کند             | بخش خسروشهر شهرستان تبریز | ینگی کند        | ۱۲۰۰           | ۳۵             | ۴۵           | ۱۸                  | ۳۰                  |